# Blackface

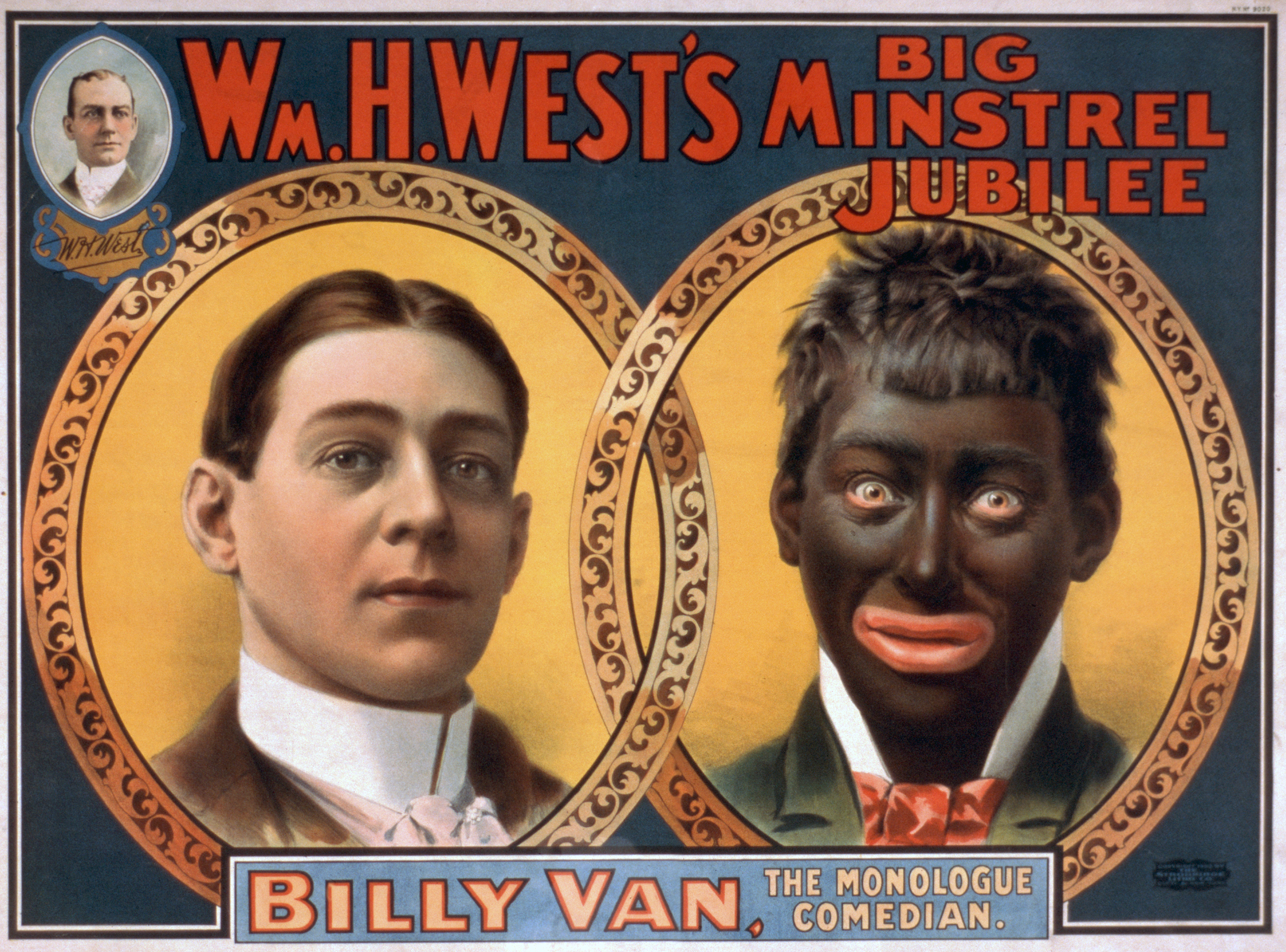
Reproduktion eines Minstrel-Show-Plakats aus dem Jahre 1900. Es zeigt die Verwandlung von „weiß“ nach „schwarz“.

Blackface ist eine Theater- und Unterhaltungsmaskerade, die in den Minstrel Shows des 18. und 19. Jahrhunderts in den Vereinigten Staaten populär war. Dabei schminkten sich weiße Darsteller mit gebranntem Kork schwarz und spielten einen Schwarzen. Die Darstellung schwarzer Menschen durch dunkel geschminkte weiße Menschen wird im Deutschen als Blackfacing (in etwa Gesichtsschwärzung) bezeichnet. Die Praxis wird heute, auch ohne direkten Bezug zu den Minstrel-Shows, häufig als rassistisch eingestuft und kritisiert. Blackfacing, eine Entlehnung des englischen Substantivs blackface, wurde in Deutschland zum Anglizismus des Jahres 2014 gewählt.

## Geschichte
Eine Maske hatte in der klassischen Tradition des Narren aus der italienischen Commedia dell’arte die Funktion, dem dahinter verborgenen Sprecher Narrenfreiheit zu gewähren. Dieser „konnte so seine Späße ungehindert treiben und musste keine Konsequenzen fürchten. Durch diese Maske konnten die Minstrels auch ernsthafte Kritik äußern, ohne richtig ernst genommen werden zu müssen.“ Blackface unterscheidet sich jedoch von den oft aus Holz modellierten Masken der Commedia dell’arte durch das typische Merkmal: schwarz gefärbtes Gesicht und durch Schminktechnik grotesk hervorgehobene Partien und freigestellter Mund.
Im Zuge der europäischen Expansion kamen an Fürsten- und Adelshäusern Hof- oder Kammermohren in Mode. Sie hatten die Doppelfunktion zwischen Diener und Dekorationsobjekt. Häufig trugen sie weiße Handschuhe, die später in den Blackface Minstrelsies ein gängiges Ausstattungsmerkmal wurden.
Die ersten varietéartigen Blackface Minstrel Shows fanden um 1830 in den Vereinigten Staaten statt und wurden kurze Zeit später auch in Großbritannien aufgeführt. In den Vereinigten Staaten waren die Shows vor und nach dem amerikanischen Bürgerkrieg besonders beliebt und wurden Anfang des 20. Jahrhunderts von Vaudeville und Film sowie wegen wachsender Kritik verdrängt. In Großbritannien wurden Blackface Minstrel Shows noch bis in die 1980er aufgeführt, etwa die Black and White Minstrel Show im BBC. Blackface wurde zur Belustigung eines weißen Publikums eingesetzt. Weiße Künstler, deren Haut dunkel eingefärbt war, kombiniert mit dem Aufmalen wulstig betonter Lippen, stellten stereotype Figuren von Schwarzen dar. Plantagenarbeiter oder Hausangestellte wurden als naive, fröhlich singende Sklaven verhöhnt. Die zunächst in Minstrel Shows popularisierten rassistischen Bilder wurden Bestandteil der Alltagskultur, sie fanden Einzug in Radiosendungen, Film und Fernsehen und wurden zur Vermarktung von Konsumgütern wie z. B. Marmelade oder Schuhcreme verwendet. Kinderbuchfiguren wie Golliwog wurden von Blackface-Stereotypen inspiriert. In Amerika bestand das Publikum überwiegend aus Männern der Arbeiterschicht, in Großbritannien wurden die Veranstaltungen von sozial bessergestellten Zuschauern besucht. Zu den bekanntesten Blackface-Darstellern gehörten Thomas D. Rice, der als „Jim Crow“ bekannt wurde, Joel Sweeney, Al Jolson, Emmett Miller und Eddie Cantor. Nach dem amerikanischen Bürgerkrieg übernahmen auch Afroamerikaner, die sich mit Kohle tiefschwarz anmalten, diese Rollen, setzten sie aber ein, um die diskriminierende Kultur der Weißen zu ironisieren.

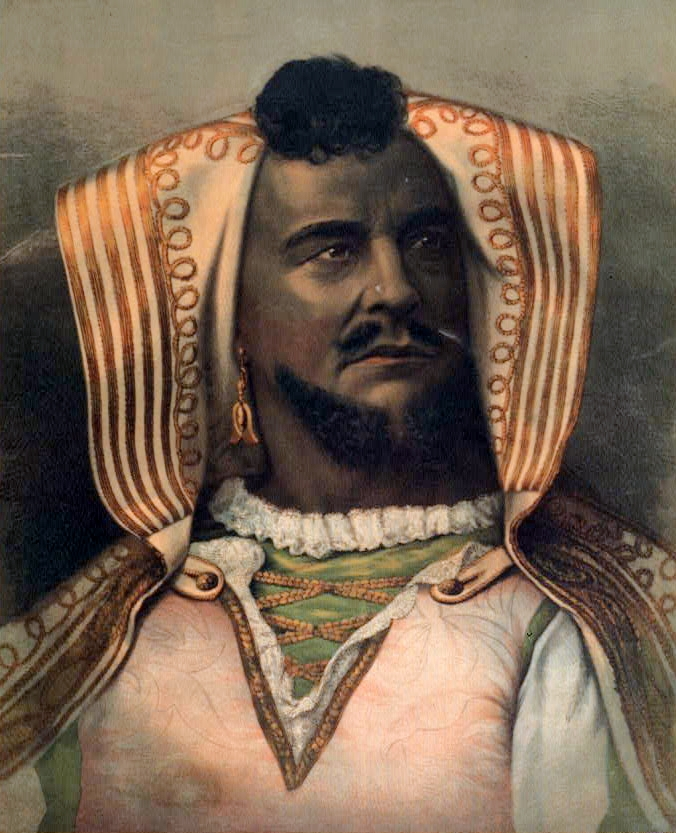
Der Schauspieler John McCullough (1837–1885) mit dunkel geschminktem Gesicht als Othello

Auch in Deutschland gab es zeitweise Minstrel-Shows, entweder als Gastauftritte oder nach amerikanischem Vorbild adaptiert. Auch die Blackface-Maske gewann ab der zweiten Hälfte des 19. Jahrhunderts an Popularität. In Berlin wurden Blackface-Performances von prominenten Theaterpersönlichkeiten wie Otto Reuter aufgeführt. Eine kritische Aufarbeitung der weitestgehend unbekannten Tradition ist anders als in den USA über lange Zeit ausgeblieben.
Im Theater wurden Rollen wie Othello traditionell von weißen Schauspielern mit schwarzgefärbtem Gesicht gespielt. Diese Tradition wird erst seit einiger Zeit in Frage gestellt.

## Debatte um Blackfacing

### In Deutschland
Die Verkörperung schwarzer Personen durch dunkel geschminkte weiße Menschen wird auch im deutschsprachigen Raum unter dem Schlagwort Blackfacing kritisiert. Das Wort „Blackfacing“ als substantiviertes Verb wird nur im Deutschen verwendet, während im Englischen das Substantiv „blackface“ üblich ist.
2009 wurde eine Diskussion um die Neuauflage des Blackface-Begriffs in Bezug auf den Film Schwarz auf Weiß und das Buch Aus der schönen neuen Welt von Günter Wallraff geführt. Der Reporter hatte sich für eine Undercover-Reportage dunkel geschminkt, um als vermeintlicher Schwarzer Rassismus aufzudecken. Tahir Della, Vorsitzender der Initiative Schwarze Menschen in Deutschland, kritisierte, dass, wie so oft, über Schwarze gesprochen werde, aber nicht mit ihnen. Das Erfahrungswissen und die Analysen Schwarzer, so andere Kommentatoren, stünden schon lange Zeit zur Verfügung, würden aber ignoriert.
Im September 2011 erregte der Satiriker Martin Sonneborn Aufsehen, als er sich als Spitzenkandidat seiner satirisch geprägten Partei Die PARTEI im Wahlkampf vor der Wahl zum Abgeordnetenhaus von Berlin 2011 mit schwarz gefärbtem Gesicht und dem Slogan „Ick bin ein Obama“ ablichten ließ und so vorwiegend in den USA Erinnerungen an Blackface-Vorstellungen hervorrief.
Nach der Voraufführung des Stücks Ich bin nicht Rappaport am 5. Januar 2012 in Dieter Hallervordens Berliner Schlossparktheater, in dem der schwarz geschminkte weiße Schauspieler Joachim Bliese die Figur des Afroamerikaners Midge Carter darstellte, sah sich das Theater Protesten ausgesetzt. Hauptsächlicher Grund war neben der Verwendung der Maske selbst die Rechtfertigung des Theaters für den Einsatz eines weißen Darstellers in einem Brief an Kritiker: Der übliche Spielplan der deutschsprachigen Bühnen gestatte eine Festanstellung schwarzer Darsteller kaum, denn es gebe für sie nicht genügend Rollen. Nach Ansicht der Kritiker, darunter Bühnenwatch, hatte das Schlossparktheater damit ungewollt eine unausgesprochene Praxis an deutschsprachigen Bühnen eingestanden, der die Auffassung zugrunde liege, dass weiße Darsteller für alle Rollen geeignet seien, sogar für schwarze – schwarze Darsteller aber allenfalls für schwarze Rollen. Daran schloss sich eine Debatte um die grundsätzliche Ächtung von Blackfacing an. In dem Zusammenhang wurde auch über eine Umbenennung des 2014 bei den Wiener Festwochen aufgeführten Theaterstücks Die Neger und die Besetzung klassischer Stücke wie Othello nachgedacht.
Der Literaturkritiker Denis Scheck trat 2013 in seiner ARD-Sendung Druckfrisch mit schwarz angemaltem Gesicht auf, um damit gegen die Streichung historischer rassistischer Wörter und Figuren einzutreten. Die Einlage stieß auf Kritik.
Nintendo änderte die Texturen der Gesichter des Pokémons Rossana in Pokémon Rot und Blau für Nordamerika und Europa sowie des Horror Kid aus The Legend of Zelda: Majora’s Mask, um Missverständnissen bezüglich des Blackface vorzubeugen.
Im Dezember 2013 wurde dem ZDF in Twitterkommentaren vorgeworfen, in der Sendung Wetten, dass..? vom 14. Dezember 2013 eine an Blackface erinnernde Stadtwette durchgeführt zu haben. Augsburger Bürger wurden aufgefordert, paarweise als Jim Knopf und Lukas der Lokomotivführer verkleidet auf die Bühne zu kommen. Derartige Vorwürfe wurden in der Presse als „daneben“ bezeichnet. Der „mutige, abenteuerlustige und sympathische Held“ Jim Knopf sei ein Vorbild, mit dem sich schon Generationen von Kindern jeder Hautfarbe identifiziert hätten.
Im April 2021 geriet Helmut Schleich wegen Blackfacing in der Kabarettsendung SchleichFernsehen in Kritik. Für die Rolle eines afrikanischen Diktators als Parodie des Politikers Franz Josef Strauß hatte er sich das Gesicht schwarz angemalt. Dabei handelte es sich aus seiner Sicht trotz der erwartbaren Blackfacing-Vorwürfe um Satire, welche die Wirklichkeit überspitzt darstellen müsse. Auch sein Sender BR rechtfertigte die Darstellung mit dem satirischen und karikaturistischen Kontext bezogen auf Strauß, man dürfe sie nicht losgelöst vom Text beurteilen.
Blackfacing, eine Entlehnung des englischen Substantivs blackface, wurde in Deutschland zum Anglizismus des Jahres 2014 gewählt. Anatol Stefanowitsch von der Initiative Anglizismus des Jahres erklärte dazu: „Jedes Mal, wenn ein schwarz geschminkter Weißer irgendwo auftritt, sagt das: Schwarze können das nicht. Schwarze kennen wir nicht. Schwarze gibt es in unserer Mitte nicht. Was Schwarze von dieser Rolle halten würden, wenn es sie in unserer Mitte gäbe, interessiert uns nicht.“
Andererseits wird auch auf die unterschiedliche Geschichte und Tradition des Gesichtschwärzens in den USA und in Deutschland hingewiesen. So wird bei Sternsingern vielerorts seit Jahrhunderten einem der drei Könige das Gesicht geschwärzt. Hintergrund sei nicht Diskriminierung, sondern eine Aufgeschlossenheit gegenüber Afrika. Dennoch empfiehlt etwa der Bund der Deutschen Katholischen Jugend einen Verzicht auf diese Tradition.

### International
Knecht Ruprecht ist im deutschen Brauchtum der früher auch oft schwarzbemalte Gehilfe des Heiligen Nikolaus, seine Entsprechungen sind Schmutzli in der Schweiz und Krampus in Österreich oder Liechtenstein, Hans Trapp im Elsass, der Zwarte Piet (deutsch schwarzer Peter) in den Niederlanden und Père Fouettard (deutsch Vater Peitsche) in Frankreich. Sie alle sind Figuren des Brauchtums. Sie haben in den betreffenden Staaten ähnliche Diskussionen ausgelöst wie in Deutschland.
Im September 2019 sah sich der kanadische Premierminister Justin Trudeau im Parlamentswahlkampf Blackfacing-Vorwürfen ausgesetzt, weil er im Jahre 2001 an der West Point Grey Academy zu einem Kostümabend mit dunkel geschminktem Teint als Aladin erschienen war. Dieser Auftritt wurde von den politischen Gegnern kritisiert und in den Medien thematisiert.

## Andere Formen

### Yellowfacing
Analog zu Blackfacing wird auch Yellowfacing, also die stereotype Verkleidung als Person asiatischer Abstammung, kritisch diskutiert. Eine entsprechende Tradition in Deutschland ist der Dietfurter Chinesenfasching, In der Schweiz die Japanesenspiele in der Gemeinde Schwyz.

### Digital Blackface
Als „digital blackface“ oder „digitales Blackfacing“ wird kritisiert, wenn weiße Personen Memes, GIFs oder Emojis mit Darstellungen von Schwarzen verwenden.

### Redface
Analog zu Blackface bezieht sich Redface auf die Entstehung und Verbreitung rassistischer Stereotypen und Karikaturen von Indianern. Daneben beschreibt es auch die Voreingenommenheit gegen die Besetzung von echten indigenen Amerikanern für Darstellung von Indianern. Diese Voreingenommenheit wird von weißen Produzenten, Regisseuren und anderen Personen gezeigt, die durch Besetzungsentscheidungen die Darstellung von Indianern in der Populärkultur kontrollieren.